# A New Perspective
A New Perspective è un album di Donald Byrd, pubblicato dalla Blue Note Records nel febbraio del 1964. Il disco fu registrato il 12 gennaio 1963 al Van Gelder Studio di Englewood Cliffs, New Jersey (Stati Uniti).
L'album contiene il brano Cristo Redentor, uno dei più grandi successi commerciali del trombettista.

## Tracce
Brani composti da Donald Byrd, tranne dove indicato
Lato A
1. Elijah – 9:20
2. Beast of Burden – 10:06

Lato B
1. Cristo Redentor – 5:43 (Duke Pearson)
2. The Black Disciple – 8:12
3. Chant – 7:31 (Duke Pearson)

## Musicisti
- Donald Byrd - tromba
- Hank Mobley - sassofono tenore
- Kenny Burrell - chitarra
- Herbie Hancock - pianoforte
- Donald Best - vibrafono
- Butch Warren - contrabbasso
- Lex Humphries - batteria
- personale non identificato - accompagnamento vocale, cori
- Coleridge Perkinson - direttore musicale
- Duke Pearson - arrangiamenti[5]